# Карлос Еухеніо Рестрепо
Карлос Еухеніо Рестрепо Рестрепо (ісп. Carlos Eugenio Restrepo Restrepo; 12 вересня 1867 — 6 липня 1937) — колумбійський правник, письменник і державний діяч, сьомий президент Колумбії.

## Біографія
Народився 1867 року в Медельїні. Вивчав право в Медельїнській семінарії, після чого займався самоосвіту, допомагаючи батькові в юридичній конторі. Він швидко просувався по кар'єрних сходах, ставши 1888 року громадським інспектором освіти, потім прокурором Верховного суду Антіокії та, зрештою, генеральним прокурором Антіокії (1898).
Згодом Рестрепо став професором права на кафедрі права в Університеті Антіокії, пізніше отримавши пост ректора. Окрім іншого, займався громадською діяльністю, зокрема допомагав заснувати відділення Червоного Хреста в рідному місті, був обраний головою Товариства святого Вікентія де Поля в Колумбії та 1901 року заснував Товариство підтримки суспільних робіт у Медельїні 1901.
Брав участь у Тисячоденній війні на боці консерваторів. Займав пост начальника штабу армії генерала Педро Неля Оспіни.
1904 року президент Рафаель Реєс Прієто наказав створити Торгово-промислову палату Медельїна, якою мав керувати губернатор Антіокії. 23 січня 1905 року було обрано 26 членів ради директорів новоствореної установи, серед яких був і Рестрепо. 1909 року його було обрано до лав Конгресу. 13 березня того ж року він заснував політичну партію «Республіканський союз». Та політична сила знайшла підтримку як серед консерваторів, так і серед провідних членів Ліберальної партії.
1910 року Рамон Гонсалес Валенсія скликав Національну Асамблею, яка мала обрати нового президента. Консервативна партія висунула двох кандидатів: Карлоса Рестрепо та Хосе Кончу. 15 липня відбулось голосування, за результатом якого Рестрепо було обрано на пост голови держави. Інавгурація відбулась 7 серпня того ж року.
За свого президентства звичайною практикою Рестрепо було накладання вето на будь-який законопроєкт, що, на його думку, не був корисним для суспільства. Серед іншого президент скасував смертну кару, запровадив щорічні зібрання Конгресу, встановив довічні пенсії для викладачів. Також за його ініціативою було збудовано кілька лікарень у Карибському регіоні, що спеціалізувались на лікуванні тропічних хвороб.
Рестрепо прийняв в управління країну з серйозними фінансовими проблемами. Дефіцит бюджету на той момент становив від 3,5 до 4 мільйонів песо. За рік новий президент зумів привести справи до ладу, забезпечивши профіцит. Стан економіки було покращено за рахунок підвищення податків і збільшення експортних цін на каву. Також у фінансовій царині адміністрація Рестрепо заборонила додаткову емісію банкнот, відновивши золотий і срібний стандарти.
За його президентства було реформовано національну поліцію, запроваджено систему збирання відбитків пальців, створено перший судовий орган поліції, поліцейську академію та друкований орган. Також було запроваджено програму підтримки для сімей загиблих офіцерів поліції.
З метою розв'язання спірних питань щодо державного кордону Колумбії після проведення 1912 року загального перепису населення було створено нові адміністративні одиниці, що після конституційної реформи 1991 року стали департаментами Сан-Андрес-і-Провіденсія, Какета й Вічада.
Зовнішня політика адміністрації Рестрепо за умов постійної загрози вторгнення з боку Перу, а також участі США у виході Панами зі складу Колумбії, була спрямована на розв'язання спірних питань дипломатичним шляхом. Такий підхід президента пояснювався тим, що він усвідомлював неспроможність військового протистояння з зазначеними державами через вкрай низьку бойову готовність колумбійської армії. В зв'язку з цим за президентства Рестрепо міністр закордонних справ змінювався чотири рази.
Президентський термін Рестрепо завершився 7 серпня 1914 року. Його на посту голови держави замінив Хосе Вісенте Конча. Після виходу у відставку Рестрепо повернувся до Медельїна, де продовжив писати та займатись бізнесом. 1920 року під керівництвом Рестрепо судноплавна компанія La Naviera Colombiana почала вантажні й пасажирські перевезення річкою Магдалена, що стало революцією у внутрішньому судноплавстві Колумбії.
1930 року він повернувся до політики, коли підтримав президентську кампанію свого друга Енріке Олаю Ерреру. Останній після інавгурації призначив Рестрепо на пост міністра уряду (фактично міністра внутрішніх справ і юстиції).
Трохи згодом його було призначено на посаду повноважного посла у Ватикані.
Помер 1937 року в Медельїні від пневмонії. Сучасники вважали його одним з найпрогресивніших політиків Південної Америки, досвідченим правником і шанованим літератором.

## Літературна й журналістська діяльність
Рестрепо також займався журналістською діяльністю, він працював у багатьох друкованих виданнях Антіокії, писав статті на політичну, літературну й релігійну тематику. Також він захоплювався поезією та прозою, написав численні есе й оповідання.

### Вибрані праці
- A mi hija Tulia (1893)
- Defensa en verso, de la mujer antioqueña (1894) (під псевдонімом W. Ll. de Ch.)
- Los versos de Enrique W. Fernández (1896)
- Un héroe oscuro (1903)
- Risa trágica (1905)
- El saltimbanqui, el primero de los personajes colombianos (1906)
- Emilio Faguet (1916),
- Lo que enseña la vida maravillosa de Pasteur (1916)
- M. Tobón Mejía: un hombre y un artista (1917)
- Orientación Republicana (1917) (1930)
- Los neófitos (1917)
- Gregorio Gutiérrez González: la simbiosis del poeta y la tierra (1926)
- Pedro Justo Berrío, o el sentir común, la probidad y el carácter (1927)